# الأخبار (تلفزيون ج)
تقدّم «نشرة الأخبار» لمحة سريعة عن أخبار محلية، وعربية، ودولية الطابع ذات محتوى غنيّ ومتنوّع تهم الأطفال في كل مكان. يهدف البرنامج لفتح نافذة للأطفال العرب ليطلّوا من خلالها على الأحداث ويكونوا على أتمّ الإطلاع على التطوّرات التي تجري من حولهم.

## المزيد من المعلومات
موعد إخباري مباشر ويومي يدوم خمس دقائق يبث على الساعة الخامسة والساعة السابعة والنصف مساء مع إعادة في الليل لموعد السابعة والنصف يرصد أخبارا حدثت في مختلف أرجاء العالم، يتم اختيار ثلاثة أحداث على الأقل في كل موعد على أن تكون المواضيع مناسبة للفئة العمرية التي تتراوح بين التاسعة والرابعة عشر عاما وتعرض بطريقة مبسطة وقريبة للمشاهد.

### وصلات داخلية
- أخبار
- تلفزيون ج

### وصلات خارجية
- الموقع الرسمي

قالب:قناة تلفزيون ج